# Hal (Minderhout)
Hal is een buurtschap in de tot de Antwerpse gemeente Hoogstraten behorende plaats Minderhout.
Hal wordt voor meer dan driekwart door Nederland omsloten: het ligt ten noordoosten van de Noord-Brabantse plaats Castelré.
Ten oosten van Hal, parallel aan de Belgisch-Nederlandse grens, ligt het langgerekte Gouverneursbos, een langgerekte strook dennenbos, omstreeks 1854 aangelegd in opdracht van Edouard Jacquemyns, de industrieel en grootgrondbezitter die deze streek heeft ontgonnen.
In Hal vindt men de Onze-Lieve-Vrouwekapel, die in 1924 werd gebouwd en na de Tweede Wereldoorlog nog werd vergroot.